# Biofeedback
Il biofeedback è un processo che permette a un individuo di imparare come cambiare l’attività fisiologica allo scopo di migliorare la propria salute e le proprie prestazioni. Strumenti precisi misurano gli indici di attività fisiologica quali le onde cerebrali, la funzione cardiaca, la respirazione, l’attività muscolare e la temperatura della pelle. Tali strumenti “restituiscono” (in inglese feed back) all’utente in modo rapido e accurato, momento per momento, le informazioni relative al suo funzionamento fisiologico. L’acquisizione di consapevolezza di queste informazioni – spesso in combinazione con una serie di cambiamenti nel modo di pensare, nelle emozioni e nel comportamento – agevolano e sostengono i cambiamenti fisiologici desiderati. Nel corso del tempo, questi cambiamenti possono perdurare anche in assenza dell’uso continuo di uno strumento.
Gli obiettivi del biofeedback sono tre:
1. Consapevolezza: una migliore consapevolezza dei processi cognitivi, fisiologici ed emotivi è fondamentale per creare un cambiamento
2. Cambiamento: la capacità di autoregolazione dipende dalla capacità di creare cambiamenti utili;
3. Generalizzazione: un miglioramento che sia duraturo nel tempo è possibile solo quando le abilità apprese nello studio del terapeuta vengono generalizzate all’ambiente quotidiano.

## Storia e sviluppo
Il biofeedback è nato negli Stati Uniti verso la fine degli anni Cinquanta, grazie alla convergenza di diversi campi e discipline, quali il condizionamento strumentale per le risposte del sistema nervoso autonomo, la psicofisiologia, la terapia comportamentale e le strategie di gestione dello stress.
Una delle principali applicazioni del biofeedback è quella di fornire strumenti che siano in grado di rilevare e gestire i processi associati all’arousal psicofisiologico, come la tensione muscolare, la vasocostrizione periferica e l’attività elettrodermica. In particolare, uno strumento per il biofeedback ha tre compiti:
1. Monitorare un processo fisiologico d’interesse;
2. Fornire una misura oggettiva del processo che viene monitorato;
3. Presentare ciò che viene monitorato e misurato come un’informazione significativa.

Il monitoraggio diretto di diversi processi fisiologici risulta impossibile da effettuare: per questo motivo, gli strumenti per il biofeedback accedono indirettamente a tali processi fisiologici attraverso dei loro correlati che risultano più accessibili. Ad esempio, uno strumento per il biofeedback non è in grado di misurare la contrazione muscolare in modo semplice e diretto, ma misura il suo correlato elettrico. La contrazione muscolare deriva infatti dalla contrazione delle fibre muscolari che costituiscono un muscolo; a loro volta, le fibre muscolari sono azionate dai segnali elettrici trasportati da cellule chiamate “unità motorie”: la contrazione muscolare corrisponde all’attività elettrica aggregata nelle fibre muscolari. Questa attività elettrica può essere rilevata attraverso elettrodi ad ago che vengono fatti penetrare nella pelle sopra il muscolo o, più comunemente, attraverso elettrodi di superficie posizionati sulla pelle sopra il muscolo.

## Biofeedback HRV
Il biofeedback HRV ha lo scopo di insegnare alle persone a cambiare il livello tonico di arousal fisiologico aumentando l’ampiezza della variabilità della frequenza cardiaca. La variabilità della frequenza cardiaca (HRV) rappresenta le fluttuazioni degli intervalli di tempo tra battiti cardiaci successivi – definiti intervalli interbattito – ed è una proprietà delle complesse interazioni tra cuore e cervello, così come dei processi non lineari del sistema nervoso autonomo. In parole semplici, l’HRV riflette le accelerazioni e le decelerazioni ritmiche della frequenza cardiaca, chiamate oscillazioni della frequenza cardiaca. L’ampiezza e la complessità di queste oscillazioni sono un indice della capacità di autoregolazione dell’organismo: maggiori sono l’ampiezza e la complessità delle oscillazioni, migliore è la condizione di salute della persona.
Il biofeedback HRV ha l’obiettivo di incrementare l’aritmia sinusale respiratoria (RSA), ovvero quel riflesso modulatorio per cui la fluttuazione ritmica della frequenza cardiaca accompagna la respirazione, con la frequenza cardiaca che aumenta ad ogni inspirazione e diminuisce ad ogni espirazione: l’aritmia sinusale respiratoria promuove un aumento dell’efficienza respiratoria, aumentando il flusso sanguigno durante l’inspirazione, quando la concentrazione di ossigeno negli alveoli è più elevata.
Un altro riflesso modulatorio che viene notevolmente stimolato dal biofeedback HRV è il baroriflesso, un riflesso che aiuta a controllare le variazioni della pressione sanguigna, promuovendo una condizione di omeostasi pressoria.
Esistono diverse strategie che si possono utilizzare nel biofeedback HRV per aumentare la variabilità della frequenza cardiaca, delle quali il training per la frequenza di risonanza (RF) è uno dei più utilizzati. La frequenza di risonanza è quella frequenza respiratoria che produce le maggiori oscillazioni nella frequenza cardiaca tra l’inspirazione e l’espirazione: in altre parole, quando una persona respira a questa specifica frequenza (che generalmente cade tra le 4,5 e le 6,5 volte al minuto), l’HRV e la respirazione sono perfettamente sincronizzate, massimizzando l’aritmia sinusalerespiratoria. Inoltre, quando una persona respira alla sua frequenza di risonanza, l’aritmia sinusale respiratoria stimola il baroriflesso.

### Metodi e strumenti
L’HRV viene rilevata attraverso l'elettrocardiogramma (ECG) o il fotopletismografo (PPG), o entrambi. L’elettrocardiogramma utilizza elettrodi posizionati sul torace, sugli avambracci, sui polsi o sulla parte inferiore del tronco per misurare l’attività elettrica del cuore, e misura gli intervalli interbattito. Il fotopletismografo misura la quantità relativa di flusso sanguigno utilizzando un trasduttore fotoelettrico (o fototransistor) attaccato alle dita con una fascia di velcro. Una sorgente di luce infrarossa viene trasmessa o riflessa dal tessuto delle dita, rilevata dal trasduttore fotoelettrico e convertita in un segnale positivo di corrente continua.
Solitamente nel corso del biofeedback HRV viene rilevata anche la frequenza respiratoria utilizzando una cintura respiratoria dotata di estensimetro, che viene posizionata intorno al torace o all’addome. Questo strumento rileva la frequenza respiratoria mediante le fluttuazioni del volume del torace o dell’addome durante la respirazione: quando una persona inspira, il torace (o l’addome) si espande, facendo aumentare la tensione dell’estensimetro; quando una persona espira, il torace (o l’addome) si contrae, facendo diminuire la tensione dell’estensimetro.
Infine, per determinare la frequenza di risonanza di un individuo viene utilizzato un pacer, seguendo il quale l’individuo prova a respirare per alcuni minuti a una frequenza di 6,5, di 6, di 5,5, di 5 e di 4,5 respiri al minuto. Molti software per il biofeedback sono dotati di un pacer integrato che permette di impostare il numero di respiri al minuto e di regolare la proporzione tra il tempo di inspirazione e quello di espirazione; se così non fosse, è possibile scaricare quello disponibile sul sito web della Biofeedback Foundation of Europe (www.BFE.org).

### Interpretazione del segnale
Quando si parla di biofeedback HRV, quello che si va ad osservare non è il segnale elettrico generato dal cuore mostrato dall’ECG, ma la traduzione di questo segnale in un grafico ad onde della frequenza cardiaca, in cui ogni punto rappresenta la frequenza cardiaca istantanea. Una volta rilevato il picco R, si va a calcolare il tempo trascorso dal picco R precedente e si determina il numero di battiti cardiaci al minuto che si sarebbero verificati se la frequenza cardiaca non fosse cambiata in quel minuto e tutti gli intervalli R-R fossero stati uguali; queste oscillazioni degli intervalli R-R sono definite oscillazioni della frequenza cardiaca. Il grafico considerato per l’HRV biofeedback, quindi sarà costituito dall’onda sinusoidale della frequenza cardiaca.
I metodi di misurazione dell’HRV sono:
- HRV a brevissimo termine, che si basa su meno di 5 minuti di dati. Questo tipo di registrazione, nonostante sia estremamente importante per la sua evidente efficacia sia in ambito clinico che di ricerca, presenta gravi limitazioni a livello metodologico[15].
- HRV a breve termine, basata su circa 5 minuti di dati HRV, si forma a partire da due differenti ma sovrapponibili processi: la relazione simpatica-parasimpatica e i meccanismi di regolazione della frequenza cardiaca (ossia l’aumento e la diminuzione della frequenza cardiaca quando si inspira e quando si espira). Grazie alla relativa facilità di registrazione, le misurazioni a breve termine sono state ampiamente utilizzate[15].
- 24 ore HRV, che rappresenta il "gold standard" per la valutazione clinica dell’HRV, è una registrazione che si compone di ritmi circadiani, temperatura corporea centrale, metabolismo, ciclo del sonno e sistema renina-angiotensina. Queste registrazioni hanno un potere predittivo maggiore rispetto alle misurazioni a breve termine e, sebbene entrambe siano calcolate con le stesse formule matematiche, non possono sostituirsi l'una all'altra e il loro significato fisiologico può essere profondamente diverso[15].

Queste 3 misurazioni possono essere descritte secondo 3 domini: del tempo, della frequenza e delle misurazioni non lineari.
Per quanto riguarda i metodi del dominio del tempo, questi determinano la variabilità degli intervalli NN (che è l'intervallo R-R) ovvero il tempo che intercorre tra i battiti cardiaci. Quantificano la quantità di HRV osservata durante periodi di monitoraggio che possono variare da <1 minuto a >24 ore e si tratta di metriche che includono SDNN (deviazione standard degli intervalli interbattito dei battiti sinusali normali), SDRR (deviazione standard degli intervalli interbattito per tutti i battiti sinusali, anche i battiti anormali), SDANN (La deviazione standard della media degli intervalli normali-normali (NN) per ciascuno dei segmenti di 5 minuti durante una registrazione di 24 ore), indice SDNN (media delle deviazioni standard di tutti gli intervalli NN per ogni segmento di 5 minuti di una registrazione HRV di 24 ore), RMSSD (varianza da battito a battito della frequenza cardiaca ed è la misura primaria del dominio del tempo utilizzata per stimare i cambiamenti vagali mediati che si riflettono nell'HRV), HR Max - HR Min (differenza media tra le frequenze cardiache più alte e più basse durante ciascun ciclo respiratorio), HTI (misura geometrica basata su registrazioni di 24 ore che calcola l'integrale della densità dell'istogramma dell'intervallo RR diviso per la sua altezza) e TINN (larghezza della linea di base di un istogramma che visualizza gli intervalli NN).
All’interno del dominio della frequenza esiste la misura dell’analisi dello spettro di potenza, che utilizza un algoritmo chiamato trasformata rapida di Fourier (FFT) per scomporre l'onda della frequenza cardiaca nelle sue singole componenti di frequenza; le diverse componenti della frequenza vengono visualizzate sul grafico del dominio delle frequenze, in cui i tre intervalli separati di frequenze sono tipicamente identificati, ad esempio, utilizzando colori diversi.
L'analisi dello spettro di potenza visualizza la potenza relativa di ciascuna frequenza componente del segnale cardiaco in ogni momento. Le tre gamme di frequenze identificate dall'apparecchiatura di biofeedback sono HF, LF e VLF. Le frequenze identificate dall’apparecchiatura di biofeedback hanno differenti caratteristiche:
- HF (o banda respiratoria - 0,15-0,40 Hz - viene convenzionalmente registrata per un periodo minimo di 1 minuto);
- LF (di 0,04-0,15 Hz è la banda tipicamente registrata su un periodo minimo di 2 minuti)
- VLF (banda di 0,0033-0,04 Hz che richiede un periodo di registrazione di almeno 5 minuti, ma può essere meglio monitorata nell'arco di 24 ore).

### Applicazione clinica
L’HRV biofeedback sembra avere applicazioni utili:
- prestazioni atletiche/artistiche
- depressione
- problemi gastrointestinali
- rabbia
- ansia
- disturbi respiratori
- pressione arteriosa sistolica
- craving di sostanze
- dolore

Il biofeedback HRV sembra essere utile (ma con un effect size inferiore) anche per il trattamento di stress auto-riferito, funzionamento fisico e qualità della vita, pressione sanguigna diastolica, stress post-traumatico, attivazione generale e livelli di energia, e sonno. Più in generale, l’HRVB potrebbe essere un'utile aggiunta alle competenze dei medici che lavorano in diversi ambiti, tra cui la salute mentale, la medicina comportamentale, la psicologia dello sport e l’istruzione; si tratta, infatti, di un metodo facile da apprendere e che può essere facilmente utilizzato insieme ad altre forme di intervento, con rari effetti collaterali.
Oltre ai possibili effetti della suggestione, l'attenzione alla respirazione ha una componente meditativa e può favorire l'accettazione di varie sensazioni e processi corporei, un meccanismo ipotizzato per gli effetti del training di mindfulness e della "terapia dell'accettazione e dell'impegno". Inoltre, le spiegazioni al cliente su come il biofeedback può essere d'aiuto possono avere un effetto cognitivo nel decatastrofizzare vari problemi, trasmettendo la nozione che vari eventi fisiologici, comportamentali ed emotivi possono essere messi sotto controllo volontario.

### Protocollo biofeedback HRV
L’attuale protocollo di Biofeedback HRV prevede un totale di 5 visite, durante le quali il terapeuta insegnerà al paziente a respirare ad una frequenza di risonanza del sistema cardiovascolare, portando in questo modo ad una massimizzazione dell’efficienza degli scambi gassosi respiratori. Tale protocollo è funzionale per dolori, asma, ansia, depressione, broncopneumopatia cronica ostruttiva, craving di cibo ed ipertensione
Durante la prima visita, il terapeuta dovrà misurare la baseline e spiegare al soggetto i grafici risultanti e la personalizzazione del protocollo in base alla propria frequenza respiratoria (frequenza di risonanza), andando ad illustrargli a livello pratico cosa dovrà fare durante l’applicazione del protocollo, possibili difficoltà riscontrabili (come giramenti di testa o vertigini) e come l’applicazione del protocollo Biofeedback HRV potrà aiutarlo per la sua problematica. Alla fine di questo primo incontro si chiede al paziente di fare pratica da solo regolarmente fino all’incontro successivo.
Le abilità acquisite durante il primo incontro vengono ripassate e messe a punto durante la seconda visita, che prevede l’aggiunta di un ulteriore step: allenare alla respirazione a labbra chiuse (5 minuti) e alla respirazione addominale (per massimo 10 minuti e preceduta da una dimostrazione da parte del terapeuta). Anche alla fine di questa seduta il paziente avrà come compito a casa quello di esercitare la respirazione a frequenza di risonanza con respirazione addominale a labbra chiuse, tramite l’ausilio di devices (orologio o misuratore di respiro scaricato dal computer).
La terza seduta si apre con una revisione della respirazione addominale a labbra chiuse viste precedentemente. Poiché l’obiettivo è quello di massimizzare l’HRV, si istruisce il cliente, tramite un cardio-tachimetro come biofeedback, a respirare in fase con e variazioni della frequenza cardiaca; successivamente si passa alla respirazione addominale accelerata HRV e a seguire alla respirazione a labbra chiuse. Tale allenamento viene eseguito più volte durante la seduta con delle brevi pause tra uno slot e l’altro. Il compito del paziente per la seduta successiva è quello di utilizzare la tecnica appresa con l’ausilio di un apposito trainer per la respirazione a casa.
Con la quarta e la quinta seduta si inizia a preparare il soggetto alla conclusione del training: dopo aver revisionato insieme le tecniche apprese nelle sedute precedenti (praticando la respirazione e seguendo il pacer solo quando necessario), terapeuta e cliente discuteranno insieme dell'applicazione della tecnica del biofeedback per gestire i sintomi nella vita quotidiana, modellando le istruzioni in base alle specificità del paziente stesso.

## Biofeedback termico
Il segnale termico del biofeedback (thermal biofeedback, TBF) ha lo scopo d’insegnare l’abilità di autoregolazione della temperatura cutanea.
Il TBF agisce sulla temperatura periferica. Essa dipende dal diametro delle arteriole, ovvero dei piccoli vasi sanguigni che si estendono alle aree periferiche del corpo. Quando il sistema nervoso simpatico si attiva, ad esempio in situazioni di stress, causa la vasocostrizione delle arteriole e, di conseguenza, per via di una riduzione della circolazione sanguigna, un calo della temperatura cutanea.
L’unico modo per incrementare la temperatura cutanea è “disattivare” il sistema nervoso simpatico; se però il paziente si sforzasse di disattivarlo “attivamente” non ci riuscirebbe, poiché fare uno sforzo richiede, per definizione, un coinvolgimento dell’attività simpatica. La soluzione per aggirare quest’ostacolo è la “volontà passiva”, e cioè l’abbandono della tentazione di fare uno sforzo. Si tratta dunque di una condizione di rilassamento, che può essere raggiunta anche grazie all’utilizzo di determinate parole che sembrano essere associate all’attività parasimpatica, e dunque in grado di ridurre quella simpatica. Oppure ancora sembra essere efficace l’utilizzo delle tecniche di mindfulnessfocalizzate sulla temperatura corporea, per aumentare la consapevolezza dei cambiamenti termici a livello delle dita delle mani e/o dei piedi. Infine, per rafforzare la motivazione e l’impegno del paziente, è bene spiegargli l’utilità che avrà per lui l’apprendere queste nuove abilità.
Per rilevare la temperatura cutanea, misurata in gradi Celsius o Fahrenheit, si utilizza un termistore, e cioè un resistore sensibile alla temperatura, che di solito si posiziona su un dito della mano (finger temperature) o del piede (toe temperature). In certi casi, un'altra zona che sembra adatta per il TBF è quella del viso (fronte, guance, mento, naso e mascella), poiché densa di termocettori; oppure, si utilizza anche la parte posteriore del collo, per la sua vicinanza al centro termoregolatore del sistema nervoso centrale.
Le sedute di trattamento TBF, il cui numero varia tra 5 e 10, sono strutturate nel seguente modo:
1. Se nel piano di trattamento sono previste altre modalità di biofeedback, è meglio non cominciare la seduta con il TBF: il TBF richiede diversi tentativi prima del raggiungimento di un risultato effettivo, e questo potrebbe rivelarsi frustrante e demotivante per il paziente. Iniziare invece la seduta, se richiesto, con un'altra modalità di biofeedback in grado di fornire un risultato più immediato, permetterà al paziente di percepire più concretamente l’eventuale progresso, e dunque incrementerà la sua motivazione.
2. La seduta comincia con un esercizio di mindfulness focalizzato sul portare e mantenere l’attenzione del paziente sulle sensazioni legate alla propria temperatura corporea.
3. Si introduce poi un diario di monitoraggio, in cui il paziente dovrà annotare la propria finger temperature da tre a sei volte al giorno, preferibilmente sempre durante un determinato momento della giornata (mattina, pomeriggio, sera e/o notte), e quando percepisce un’esacerbazione dei propri sintomi.
4. Il passo successivo è domandare al paziente quale, secondo lui, potrebbe essere un modo per far aumentare la propria finger temperature, ad esempio tramite un certo tipo di respirazione o richiamando alla memoria immagini rassicuranti, lasciandogli dai cinque ai dieci minuti per pensarci. Infine, si chiede al paziente di mettere in atto la strategia da lui scelta, e gli si domanda poi se ha notato qualche cambiamento nella propria finger temperature. Se ciò non avviene, è bene rassicurare il paziente che è normale dover fare diversi tentativi prima di raggiungere l’obiettivo.
5. Indipendentemente dal fatto che il paziente sia riuscito ad aumentare la propria finger temperature con la strategia da lui scelta o meno, gli si forniscono alcuni suggerimenti in proposito per ampliare le sue opzioni:

- Respirazione. Se il paziente ha imparato una tecnica respiratoria in precedenza, chiedergli di praticarla; in caso contrario, insegnargliene una (respirazione diaframmatica lenta, ad esempio);
- Immaginazione. Anche se il paziente ha già in mente un’immagine rassicurante, chiedergli di evocare ad altri pensieri che associa al calore, oppure proporre dei suggerimenti (tenere in mano una tazza di tè caldo o sedersi in poltrona davanti al camino, ad esempio);
- Suggerimenti autogeni. Consigliare al paziente di toccarsi le braccia, le mani o le dita mentre si ripete sottovoce dei suggerimenti legati al calore, quali: “il mio braccio è pesante e caldo”, “la mia mano è calda e rilassata”, e così via;
- Rilassamento passivo dei muscoli. Far sì che il paziente evochi una sensazione di rilassamento lungo l’intero corpo, dalla testa ai piedi e/o dai piedi alla testa;
- Suggerimenti propriocettivi. Proporre al paziente di focalizzarsi sulle sensazioni di calore nel e sul corpo, come il calore del respiro che s’infrange sulle braccia e/o sulle mani.

1. Come già è stato detto, potrebbero volerci più sedute prima di vedere dei risultati effettivi (e cioè un aumento della finger temperature); detto questo, è comunque importante che le sessioni di training TBF non superino i 15 — 20 minuti ciascuna.
2. Una volta terminata la seduta, si fornisce al paziente un termometro affinché continui ad esercitarsi anche al di fuori delle sessioni di training, in autonomia. Infine, gli si raccomanda di tenere aggiornato il diario di monitoraggio.

È utile che il training TBF sia basato sul raggiungimento di determinate soglie, ad esempio: l’obiettivo del training è quello di portare la finger temperature a 35 °C (95 °F) e la toe temperature a circa 34 °C (93 °F). Se alla baseline la finger temperature è al di sotto dei (circa) 24 °C (75 °F) sarà più difficoltoso farle raggiungere il traguardo dei 35 °C (95 °F); dunque, sarà meglio porsi come primo obiettivo quello di alzarla di qualche grado, e cioè una soglia di due o tre gradi. Se il paziente non raggiunge la soglia prefissata per il 30% dei tentativi, è necessario abbassarla e continuare il training fino a che non la raggiunge, approssimativamente, per il 70% dei tentativi (questa è la cosiddetta “regola del 70 — 30”).
Quando il paziente ha imparato ad utilizzare le abilità di hand warming sia in studio che nelle situazioni di vita quotidiana, si può introdurre un fattore di stress. Questo può essere rappresentato da una cold challenge o da una emotional challenge:
- Cold challenge. In una giornata fredda, si chiede al paziente di alzare la finger temperature a 35 °C (95 °F) mentre ci si trova ancora in studio. Una volta raggiunto questo obiettivo, si porta fuori il paziente con un termometro, e gli si chiede di compiere lo stesso esercizio. Dopo circa 15 — 20 minuti si ritorna in studio, e si domanda nuovamente al paziente di alzare la finger temperature a 35 °C (95 °F). Questo è un esercizio che il paziente può fare anche in autonomia, al di fuori delle sedute di training TBF; in assenza di temperatura esterna fredda, si possono utilizzare acqua fredda e/o impacchi freddi.
- Emotional challenge. Si chiede al paziente di alzare la finger temperature a 35 °C (95 °F), e successivamente gli si domanda di raccontare dettagliatamente un evento stressante da lui vissuto, esplorando sia i pensieri che le emozioni esperiti durante quell’episodio. Durante la rivisitazione dell’evento, si guida il paziente a ridurre al minimo l’abbassamento della finger temperature e, infine, gli si chiede di riportarla a 35 °C (95 °F). Anche questo è un esercizio che il paziente può fare in autonomia, sia richiamando alla memoria situazioni di vita stressanti sia quando si ritrova a sperimentarle nella quotidianità. Anche in questo caso, il paziente è invitato a tenere aggiornato il diario di monitoraggio[2].

Infine, il TBF sembra essere efficace nel trattamento di problematiche quali artrite, dolore cronico, dolore da arto fantasma, edemi, emicranie, endometriosi, insonnia, ipertensione arteriosa essenziale, malattia di Raynaud, ansia e stress.

## Biofeedback Elettrodermico
Il Biofeedback Elettrodermico è un tipo di biofeedback che utilizza il tracciato prodotto dal segnale di attività elettrodermica (Electrodermal Activity, EDA) come strumento di psicoeducazione.
Le misure EDA sono state applicate in molti contesti: dalla ricerca di base su processi attentivi, all’elaborazione delle informazioni e delle emozioni, alla ricerca clinica che esamina i predittori e le correlazioni del comportamento in particolare legato ad ansia e stress (vedi applicazioni cliniche). Oggigiorno, l’ampia diffusione delle misure EDA, utilizzate con sempre maggiore regolarità, è dovuta al loro basso costo, alla relativa facilità di misurazione e quantificazione, combinata con l’alta sensibilità a stati e processi psicologici.

### Metodi

#### L'attività elettrodermica
Quando una persona è attivata psicologicamente (da stimoli emotivi o compiti cognitivi) o fisicamente (iperventilazione, stimolazione tattile, movimenti, suoni) il suo segnale EDA aumenta discostandosi dal suo livello di baseline.
L'attività elettrodermica è una proprietà elettrica della pelle che dipende dalla secrezione delle ghiandole sudoripare eccrine le quali riflettono i cambiamenti a livello del sistema nervoso simpatico.
La funzione principale della maggior parte delle ghiandole sudoripare eccrine è la termoregolazione ma le ghiandole situate sulle superfici palmare e plantare sono ritenute più reattive a stimoli psicologicamente significativi che a stimoli termici. La pelle del palmo della mano contiene fino a 2000 ghiandole sudoripare per centimetro quadrato. Ogni ghiandola sudoripara, quando attivata, può essere considerata un percorso elettrico che permette la registrazione del segnale EDA.
La proprietà dell'attività elettrodermica più studiata è la conduttanza cutanea. Essa consiste nella capacità della pelle di condurre elettricità, aumenta in una relazione lineare con il numero di ghiandole sudoripare attivate in un determinato momento (quando non attivate si registra un'alta resistenza) e può essere quantificata applicando un potenziale elettrico tra due punti di contatto con la pelle e misurando il flusso di corrente risultante tra di essi.
Anche se la resistenza e la conduttanza sono definite come reciproche l'una dell'altra e rappresentano la stessa proprietà elettrica, la conduttanza è l'unità di misura prescelta durante le misurazioni.
Il segnale EDA contiene principalmente due informazioni: il livello di conduttanza cutanea (skin conductance level, SCL) e la risposta di conduttanza cutanea (skin conductance response, SCR).
- Il livello di conduttanza cutanea (SCL) o livello tonico costituisce un indice del livello di base dell’attivazione simpatica e dell'attività delle ghiandole eccrine e rappresenta il valore assoluto della resistenza elettrica cutanea.

Le misure toniche riflettono le fluttuazioni lente dell'EDA. Si pensa che l'SCL o livello tonico sia un indice del livello di base dell'attività delle ghiandole sudoripare.
- La risposta di conduttanza cutanea (SCR) riflette l’attività fasica ed è quel parametro costituito da risposte rapide provocate da stimoli specifici di natura emozionale, sensoriale o ideativa, come descritto in precedenza.

I cambiamenti fasici riflettono un aumento della conduttanza causato dall’attivazione simpatica generato da uno stimolo.

#### Metodi di misurazione
Esistono principalmente due tipi di misurazioni EDA: quella esosomatica (in corrente continua o alternata) e quella endosomatica.
- Il metodo esosomatico prevede una corrente elettrica esterna che viene fatta passare attraverso la pelle attraverso l’utilizzo di elettrodi in superficie. L'attività elettrodermica risultante è indicata dalla conduttanza elettrica della pelle, o il suo reciproco, la resistenza.
- Il metodo endosomatico comporta il monitoraggio delle differenze di tensione tra gli elettrodi in due punti della superficie della pelle e misura i potenziali elettrici cutanei generati internamente senza applicazione di un evento esterno

In questa sezione verrà approfondito il metodo endosomatico con l'applicazione di una corrente continua in quanto è il più utilizzato al giorno d’oggi. La diffusione di questo metodo è dovuta alla sua semplicità, alla necessità di due soli elettrodi e alla possibilità di monitorare i segnali di conduttanza cutanea sia tonici che fasici. Tuttavia, non presenta alcuni vantaggi del metodo endosomatico (non sono necessari particolari sistemi di amplificazione del segnale) e del metodo esosomatico in corrente alternata (nessun problema di polarizzazione degli elettrodi).

#### Strumenti
Gli strumenti di misurazione esosomatica in corrente continua sono composti da diverse parti: gli elettrodi acquisiscono i dati grezzi, l’elaborazione degli stessi avverrà tramite il supporto di tecnologie esterna aggiuntive (per esempio, amplificatore differenziale e computer).
I sistemi di registrazione in funzione più di 10 anni fa emettevano il segnale dell’EDA su un registro cartaceo in forma analogica. Oggi la maggior parte dei sistemi di registrazione è basata su computer, in cui il segnale analogico della conduttanza cutanea viene digitalizzato e memorizzato su un computer. Se in passato la finestra di campionamento era di pochi secondi dopo ogni presentazione dello stimolo sperimentale, oggi è possibile ottenere un campionamento l'EDA in modo continuo il che consente allo sperimentatore di visualizzare un tracciato continuo di una sessione sperimentale.
Oggi vengono utilizzati numerosi tipi di dispositivi EDA: da quelli indossabili, portatili e alimentati a batteria a quelli incorporati (ad esempio, nel mouse di un computer o nel volante di un'auto), dotati di elettrodi umidi (gelificati) o asciutti e con o senza unità di elaborazione del segnale di base.
- Per ogni strumento di misurazione esosomatica in corrente continua è essenziale la presenza di un amplificatore differenziale per amplificare la differenza tra i due segnali di ingresso provenienti dai due elettrodi EDA.
- Gli elettrodi sono un collegamento elettrico tra la pelle umana e il circuito di misurazione per il monitoraggio dei parametri EDA (vedi sotto). Il segnale EDA dipende dalla forma e all’area che l’elettrodo ricopre (L'area effettiva dell'elettrodo non coincide con la sua dimensione fisica). Queste dimensioni variano a seconda dei differenti scopi di registrazione. Gli elettrodi possono essere facilmente fissati al sito di registrazione mediante l'uso di fasce biadesive che servono anche a controllare l’ampiezza dell'area cutanea che viene a contatto con la pasta dell'elettrodo la quale influisce sui valori di conduttanza[32]. Generalmente sotto un elettrodo comune che occupa un'area di circa 1 cm2, ci sono circa 100 ghiandole sudoripare[33].
- La pasta per elettrodi è il mezzo conduttivo tra gli elettrodi e la pelle. È importante che la pasta per elettrodi scelta conservi le proprietà elettriche del sistema di risposta di interesse senza alterarle. Per questo motivo, è raccomandato l'uso di una pasta che contiene un gradiente di salinità simile al sudore[40]. Il contenuto più adatto di sale di cloruro nel gel per l'EDA è compreso tra lo 0,3 e lo 0,4%. Un contenuto maggiore di sale provocherebbe il rigonfiamento dell'epidermide e la costrizione dei canali del sudore nel corneo. È importante notare che, nonostante l'aspetto simile, elettrodi ECG (elettrocardiogramma) non sono ottimali per l'uso dell'EDA a causa del loro contenuto di sale 10 volte superiore (fino al 3%)[33].

#### Elettrodi utilizzati per il protocollo EDA
- Gli elettrodi umidi riutilizzabili sono comunemente realizzati in cloruro d’argento sintetizzato (AgCl) e richiedono l’utilizzo di un gel specifico versato in un contenitore interno tra la superficie metallica degli elettrodi e la pelle che riduce al minimo la polarizzazione assicurando un contatto elettrico ottimale e previene gli effetti dell'elettrolisi. Al fine di ridurre la possibilità di polarizzazione, si raccomanda di utilizzare un interruttore di inversione di polarità che inverta il modo in cui gli elettrodi sono collegati al circuito di registrazione[33].
- Gli elettrodi monouso che hanno già al loro interno una spugnetta imbevuta di gel che garantisce un contatto elettrico ottimale.
- Gli elettrodi a secco, senza l’aggiunta di gel, dedicati ad un’applicazione di lunga durata (giorni o settimane) sono realizzati in vari materiali tra cui piombo, zinco, cromo, acciaio inossidabile, oro e sono supportati da fasce elastiche con velcro per il fissaggio, con il difetto che accumulano umidità e ciò potrebbe portare a variazioni nel livello della conduttanza e la pressione variabile data dalle fasce potrebbe portare dei movimenti involontari e quindi dati artefatti. Questi elettrodi sono più semplici ed economici degli elettrodi di argento/cloruro d'argento, specialmente nella pratica clinica.

#### Accortezze per la misurazione
Per estrarre dai dati grezzi caratteristiche del segnale adeguate e affidabili, durante la misurazione dell’EDA è essenziale il monitoraggio di determinati fattori:
- Collocazione degli elettrodi EDA: non esiste una singola collocazione specifica. Se il partecipante si trova in uno stato statico, si prediligono le falangi delle dita, di solito del dito indice e medio della mano non dominante ma spesso vengono utilizzate anche le falangi medie, meno i polsi[41]. Inoltre, la fronte, il collo, le spalle, le dita e il collo del piede o il polpaccio producono livelli di EDA più elevati e sono quindi adatti come sito di misurazione alternativo[42][43][44].
- È importante considerare la temperatura e l’umidità della stanza in cui viene effettuata, in quanto possono influenzare l’attività delle ghiandole sudoripare. È consigliabile mantenere una temperatura tra i 22 °C e i 24 °C e tra il 50% e il 65% di umidità per un risultato più affidabile.
- Le dimensioni dell’elettrodo influenzano la lettura del dato. Un elettrodo che ricopre un’area più grande, e quindi una quantità maggiore di ghiandole sudoripare, porta ad un SCL più alto rispetto ad un elettrodo più piccolo. Di conseguenza, è opportuno utilizzare un elettrodo di forma standardizzata.
- Il movimento della mano può causare variazioni della pressione effettuata sulla cute, pertanto si invita la persona a ridurre al minimo il movimento della mano coinvolta nella misurazione e assicurarsi che i cavi siano correttamente posizionati per ridurre il loro movimento.
- Le condizioni della pelle: un’abrasione o una ferita sulla superficie della pelle porterebbero a rilevare la misurazione a partire da strati più profondi della pelle e il segnale aumenterebbe. Al contrario i calli, in quanto ispessimento della pelle porterebbero un SCL molto più basso e a una diminuzione dell'ampiezza dell'SCR.
- Nella scelta di un sistema di registrazione EDA occorre considerare la capacità di calcolo e problemi di software. Ad esempio, alcuni produttori offrono pacchetti software per l'acquisizione dell'EDA, altri per la quantificazione dell'EDA e altri ancora offrono software che permettono entrambe le funzioni[39][42][44].
- È importante tener conto che, dopo aver applicato e collegato gli elettrodi, è essenziale effettuare un semplice test per verificare la risposta degli strumenti, come ad esempio uno stimolo di spavento, un respiro profondo o un forte applauso. È importante sapere che se questi test falliscono il soggetto sottoposto potrebbe essere un “non responder” (ci sono tra il 5% e il 25% di “non responder” nella popolazione normale)[36][45].
- Un altro test per garantire una misurazione affidabile, che dovrebbe essere eseguito prima di ogni misurazione, è il test del calibro statico dell’apparecchiatura, il quale viene utilizzato per verificare la funzionalità e la risposta del dispositivo EDA. Questa prova consiste nel collegare gli elettrodi del dispositivo EDA ad una resistenza fissa, e il risultato è direttamente osservabile dalla conduttanza cutanea risultante in condizioni statiche.
- Spesso è buona norma eseguire un periodo di misurazione di baseline quando il partecipante non è impegnato in un determinato compito. La nostra raccomandazione è di utilizzare tra una sessione di base da 2 minuti a 4 minuti. Tali sessioni possono anche aiutare a capire se è probabile che alcuni partecipanti siano iper o ipo-responder indipendentemente da qualsiasi effetto della manipolazione psicologica[38].

### Protocollo Biofeedback EDA
Il protocollo di biofeedbeck EDA di Khazan pubblicato nel 2013 utilizza strategie di rilassamento sulla base di un di training di mindfulness come il training autogeno e il rilassamento muscolare passivo, attività che permettono di ottimizzare la risposta della conduttanza cutanea in quanto incentrate specificamente sul disimpegno di pensieri e sentimenti difficili.
Il protocollo prevede un insegnamento iniziale della mindfulness e delle sue dimostrazioni pratiche.
Dopo un’introduzione del biofeedback utilizzando una visualizzazione visiva delle serie temporali di SCL e SCR, il terapeuta andrà a monitorare la SCL durante la pratica della mindfulness introducendo tecniche di rilassamento per ridurre l'eccitazione simpatica generale, come la respirazione “bassa e lenta", il training autogeno, il rilassamento muscolare passivo o l'immaginazione. I livelli di SCL verranno rilevati in parallelo durante le pratiche di rilassamento.
Successivamente il monitoraggio della SCL, verranno assegnati dei compiti a casa per poter praticare le tecniche di rilassamento.
Quando il terapeuta noterà un abbassamento della SCL si pone una sfida al cliente: fare un elenco di parole con significato emotivo e poi leggerli ad alta voce, ad esempio. Una tecnica utile durante la sfida posta al paziente, è quella di aggiungere un display di feedback per guidarlo nel ritorno alla baseline. Nel mentre il clinico cercherà di guidare il cliente ad ottimizzare la sua risposta di conduttanza cutanea a tornare alla SCL grazie a tecniche di mindfulness come: porre l’attenzione ai pensieri, ai sentimenti, e alle sensazioni fisiologiche o Pratiche di compassione o la pratica delle emozioni difficili.
Esistono molteplici strategie da cui poter trarre rilassamento in modo efficace e rapido. Le strategie verranno scelte sulla base delle preferenze del paziente. Alcune per esempio sono: respirazione bassa e lenta per alcuni minuti, immagini associate al silenzio e alla calma, frasi di tipo autogeno “mi do il permesso di rilassarmi’’ o l’onda di rilassamento dalla testa ai piedi.
Nel corso di diverse sedute verrà chiesto al cliente di parlare degli eventi stressanti che ricorda bene, descrivendo la situazione, i suoi pensieri e i suoi sentimenti. Si inizia con situazioni leggermente stressanti per poi aumentare gradualmente. Il paziente verrà invitato a tenere anche un foglio di monitoraggio delle situazioni di stress che incontra nella sua vita quotidiana e delle sue reazioni a tali eventi. Attraverso le strategie sopra descritte il terapeuta guiderà nuovamente il paziente verso un’ottimizzazione della SCR e il recupero della SCL.

#### Interpretazione del segnale
Dopo aver effettuato la misurazione dell’attività elettrodermica è necessaria un'interpretazione per specificare i valori dei parametri registrati ed estrarre da questi le informazioni utili per l’esperimento. Il primo passo nell'elaborazione del segnale EDA è l'ispezione visiva del segnale acquisito. In questo modo, si distingue tra un errore di misurazione (artefatto) e un risultato importante (variazione dell'EDA in funzione del compito).
Come detto in precedenza, quando una persona è psicologicamente attivata la sua EDA aumenta. Questo aumento si ritrova nella variazione del livello dell'EDA rispetto al suo livello di base. La valutazione della conduttanza cutanea si basa sulla misurazione e sull'interpretazione dei livelli tonici (SCL) (acquisiti durante la misurazione di baseline, in assenza di stimoli) e delle variazioni fasiche (SCR) della conduttanza cutanea del soggetto.
Al momento in cui un individuo è rilassato sarà più alto il valore dell’attività tonica; se invece è agitato e nervoso, la sudorazione della pelle aumenta, mentre la resistenza elettrica della pelle si abbassa, provocando la risposta di conduttanza cutanea (SCR).
Le alterazioni fasiche sono solitamente quantificate come una variazione di ampiezza da un valore del livello di baseline (prima della presentazione di uno stimolo) al picco della risposta. Una SRC corrisponde ad impulsi che superano una certa soglia in un determinato intervallo di tempo, ad esempio impulsi che si verificano in un intervallo inferiore a nove secondi dall'inizio dell'aumento e che hanno un'ampiezza superiore a 0,02 μS. Di solito, il numero di SCR viene stimato al momento in cui raggiunge una soglia di risposta che va da 0,01 a 0,05 μS. Come regola generale, i valori di un paio di SCR/min indicano che l'uomo si trova in uno stato di rilassamento e i valori di 20 SCR/min e oltre indicano che l'uomo è psicologicamente eccitato.
Schwartz & Andrasik riportano possibili modelli di variazioni della conduttanza cutanea durante la valutazione descritti da.
- Lo spostamento del livello tonico verso l'alto si verifica in seguito a un elemento di stress. In questo caso la SCR aumenta ma non diminuisce fino al livello di base originale e crea una nuova line baseline o livello tonico. Questo accade quando l'attivazione simpatica causata dallo stimolo non si "esaurisce". In questo modo le successive variazioni della SCR iniziano dal nuovo SCL.
- Spostamento del livello tonico verso il basso: l'attivazione simpatica precedentemente descritta può alla fine "esaurirsi" e la nuova SCL elevata diminuisce gradualmente, per cui è possibile ottenere un SCL più basso. Questo schema può essere osservato durante il rilassamento.
- Un “andamento a gradini” si verifica quando vengono presentati più fattori di stress con un recupero insufficiente tra l'uno e l'altro. Il primo fattore di stress innesca un aumento della SCR con un recupero insufficiente, che porta a un SCL più elevato, come descritto in precedenza. Il fattore di stress successivo innesca un ulteriore aumento della SCR con scarso recupero, che porta a un SCL ancora più elevato. Questo processo continua fino al termine delle ripetute presentazioni del fattore di stress. Questo andamento è comune alle persone sottoposte a stress cronico.

Il pattern non responsivo si riferisce a una SCR piatta, o alla mancanza di risposta visibile anche in presenza di uno stimolo elicitante. Questa mancanza di risposta non indica un rilassamento, ma è probabilmente dovuta a un distacco inadeguato, alla disattenzione, all'eccesso di controllo e all'impotenza. La mancanza di risposta può anche essere dovuta a una pelle molto callosa o secca sui palmi delle mani, come evidenziato precedentemente.
Come sottolinea Peek, i modelli ottimali di conduttanza cutanea si presentano quando i fattori di stress provocano una SCR visibile, ma l'attivazione simpatica ritorna rapidamente alla SCL originale, prima che venga presentato un nuovo fattore di stress. È indice di un buon funzionamento rispondere a un fattore di stress, poiché probabilmente si tratta di qualcosa che richiede attenzione. Il recupero della baseline originaria dopo la scomparsa del fattore di stress è un indicatore estremamente importante del funzionamento sano del sistema nervoso autonomo.
Esistono, d'altronde, grandi differenze interindividuali e intraindividuali nei segnali EDA, che dipendono fortemente dalle caratteristiche dei soggetti, dai loro compiti e dalle situazioni sperimentali. Questa ampia variabilità e la conseguente mancanza di norme definitive e applicabili indistintamente è ciò che rende difficile l'interpretazione delle misurazioni di conduttanza cutanea.

### Applicazioni cliniche
In ambito clinico il biofeedbeck EDA è spesso utilizzato per studi sullo stress e sul dolore e per studi sugli stati emotivi. Viene utilizzata per i disturbi d’ansia, il disturbo di panico, il disturbo da iperattività (ADHD), l'autismo, per la schizofrenia, Alzheimer, nella riabilitazione dell'ictus, per le crisi epilettiche o nel diabete. L'EDA è utilizzata anche nell'ICT (Tecnologie dell'informazione e della comunicazione), nell'intrattenimento, nell'istruzione e nell'industria alimentare.
La misurazione dell'attività elettrodermica nei pazienti depressi ha permesso di rilevare l’ipoattività a livello elettrodermico come fattore correlato al rischio suicidario.
Inoltre, grazie agli sviluppi nella ricerca sull’EDA sono stati creati braccialetti che sono in grado di avvertire a distanza l’insorgenza di attacchi epilettici. Ciò facilita un rapido intervento di chi si prende cura degli epilettici e riduce la possibilità che questi muoiano improvvisamente o si facciano involontariamente del male durante l’attacco.

## Neurofeedback
Il neurofeedback è uno strumento non invasivo per mezzo del quale si può imparare a modificare l’ampiezza, la frequenza e la coerenza degli aspetti elettrofisiologici del cervello. Con il neurofeedback si visualizza in tempo reale, sul monitor di un computer, la propria attività elettroencefalografica. Lo strumento consente di educare il cervello a produrre onde cerebrali in specifiche ampiezze e posizioni, tanto da divenire capace di rieducare sé stesso, fino a raggiungere il pattern di attività desiderato.

### Strumenti
Il principale strumento di misurazione impiegato dal neurofeedback è l'elettroencefalogramma (EEG), uno strumento che misura la somma dei potenziali d’azione dei neuroni. L’EEG registra tre gruppi di fenomeni differenti, seppur fisiologicamente collegati: le oscillazioni, o ritmo EEG; i potenziali evocati e i potenziali evento correlati; i cambi di potenziale graduali. La maggior parte di questi fenomeni sono generati dalla corteccia cerebrale.

### Metodi di Registrazione
L'EEG permette di registrare la carica generata all’interno del tessuto cerebrale trasportata dagli ioni. Questa carica va dunque trasmessa dal tessuto cerebrale al sistema di registrazione; per fare ciò vengono impiegati degli elettrodi. Per facilitare il passaggio della corrente è necessario applicare una pasta conduttiva elettrolitica tra lo scalpo e gli elettrodi; in modo che gli elettrodi siano direttamente a contatto con la pasta agevolando così il passaggio degli ioni. In seguito all’applicazione degli elettrodi la carica elettrica inizia a spostarsi generando un segnale instabile; per questo motivo è necessario attendere fino a che non viene raggiunta un segnale stabile. La stabilità di questo segnale, ovvero del potenziale degli elettrodi, è garantita da elettrodi non polarizzati. Il potenziale di elettrodo inoltre deve essere lo stesso per tutti gli elettrodi; per garantire ciò è necessario che tutti gli elettrodi siano fatti dello stesso metallo.

#### Posizionamento degli Elettrodi
L’EEG viene registrato applicando gli elettrodi sullo scalpo secondo il posizionamento standard chiamato sistema internazionale 10-20, originariamente composto da 19 elettrodi. Quali e quanti elettrodi sono applicati dipende molto dalle specifiche considerazioni cliniche.

#### Registrazione monopolare e bipolare
Un dibattito che è stato portato avanti fin dai sistemi iniziali e che continua a essere oggetto di discussione è il confronto tra la registrazione monopolare e la registrazione bipolare. A seconda che l’EEG sia bipolare o monopolare il tipo di informazioni disponibili cambia sensibilmente, influenzando la possibilità di allenare la sincronia, la connettività o altre proprietà mentali.
Da un punto di vista fisico tutte le registrazioni EEG sono bipolari, poiché i potenziali EEG sono sempre registrati come la differenza di corrente tra due siti. Tuttavia nella pratica clinica si parla di registrazione bipolare quando gli elettrodi sono appaiati a coppie (ad esempio i segnali degli elettrodi dell’emisfero sinistro sono registrati in contrasto con quelli simmetrici dell’emisfero destro), mentre parliamo di registrazione monopolare quando si usa un singolo valore della carica elettrica come riferimento per le misurazioni di tutti i valori degli altri elettrodi. Idealmente come punto di riferimento andrebbe scelta una parte elettricamente nulla, di fatto non esiste un punto tale.
Per questo motivo sono state sviluppate altre tecniche come il metodo di Laplace, una tecnica di derivazione in cui il valore di ogni elettrodo è calcolato sottraendo il valore rilevato da quell’elettrodo dai valori degli elettrodi circostanti; il valore registrato è dunque un gradiente che indica di quanto quel sito si discosta da quelli limitrofi.
Esistono altre tecniche miste come la LOw REsolution Electromagnetic TomogrAphy (LORETA).

#### Amplificazione
L’amplificazione dell’EEG è la parte dell’acquisizione dei dati responsabile di accomodare, amplificare e convertire il segnale elettrico analogico registrato dai sensori in segnale digitale che può essere elaborato da un computer.
È importante che l’amplificatore sia in grado di registrare tutte le frequenze richieste; in particolare i segnali EEG si concentrano nelle lunghezze d’onda tra i 0,5 Hz e gli 80 Hz, rispettivamente chiamate delta (0,5 – 4 Hz), theta (4 – 8 Hz), alpha (8 – 12 Hz), beta (16 – 24 Hz) e gamma (fino a 80 Hz).
Per isolare solo le frequenze desiderate spesso sono impiegati dei filtri che escludono le frequenze indesiderate: i filtri “passa alto” e i filtri “passa basso”, che escludono rispettivamente le frequenze più basse e più alte data una soglia.

#### Artefatti
Gli artefatti sono segnali che non hanno origine dall’attività cerebrale ma che possono essere registrati similmente agli altri fenomeni registrati dall’EEG (oscillazioni, ERP, o SCP).
Si dividono in artefatti tecnici, causati da dispositivi elettronici presenti nell’ambiente (nella maggior parte dei casi da campi elettromagnetici), e in artefatti biologici che risultano dall’attività elettrica degli altri organi diversi dal cervello, principalmente dai muscoli cranici e dagli occhi (come i movimenti oculari verticali).

#### Digitalizzazione
Dopo la registrazione e l’amplificazione, il segnale analogico registrato va convertito in segnale digitale tramite un convertitore chiamato A_D converter, che misura il segnale a frequenze regolari (ad esempio ogni 10 ms), intervallo che viene definito frequenza di campionamento.

### Applicazioni Cliniche
Lo scopo del training di neurofeedback è quello di insegnare al paziente come percepire specifici stati di attivazione corticale e in che modo raggiungerli volontariamente. In seguito al training, il paziente trattato diventa consapevole dei differenti stati EEG e capace di produrli quando richiesto. Le metanalisi sul neurofeedback ne hanno attestato l’efficacia nel trattamento di numerose condizioni cliniche, quali l’ADHD, l’epilessia, l’ansia, la depressione, la sindrome da affaticamento cronico, la fibromialgia, il disturbo del sonno, la sindrome di Tourette, il disturbo ossessivo-compulsivo, il PTSD, la schizofrenia, l’anoressia, dislessia, disgrafia, ADD e il morbo di Alzheimer. I risultati delle ricerche mostrano che la terapia basata sul neurofeedback influenza positivamente l’efficacia dei processi cognitivi, dell’umore e dei livelli d’ansia.

#### Strumenti
Mentre i risultati dell’EEG vengono tradizionalmente analizzati in differita rispetto alla registrazione da uno specialista attraverso un’esaminazione visiva, per la natura del neurofeedback è necessario avere una interpretazione in tempo reale del risultato delle registrazioni dell’EEG. Per questo motivo una delle tecniche impiegate nel neurofeedback è l’encefalografia quantitativa (QEEG), una tecnica che prevede l’utilizzo di un algoritmo per l’analisi e l’interpretazione delle tracce dell’EEG. Questa tecnica permette l’analisi immediata dell’EEG rendendo possibili le tecniche di correzione in vivo (feedback) del neurofeedback. Nelle moderne analisi quantitative le tracce tradizionali dell’EEG vengono mostrate insieme a quelle quantitative in modo da facilitare il lavoro dell’operatore ed espandere le potenzialità analitiche.

#### Tecniche e Protocollo
Il protocollo standard del neurofeedback si divide generalmente in tre fasi:
1. Symptoms checklist: colloquio clinico e valutazione dei sintomi e dei problemi del paziente (valutazione neuropsicologica).
2. QEEG: si conduce una QEEG per collegare i risultati del colloquio clinico ai risultati registrati dalle analisi (fMRI, PET e QEEG/MEG).
3. EEG biofeedback: si applica il protocollo di neurofeedback che più si adatta alle disregolazioni osservate dalla valutazione QEEG ed ai problemi riportati dal paziente nell’intervista.

#### Punteggi Z
Nel neurofeedback il QEEG viene combinato ai punteggi z, punteggi che comparano i valori individuali con la media e la deviazione standard di un database di riferimento, ottenendo i punteggi z in tempo reale, in inglese “live Z-score biofeedback” (in statistica il punteggio z è definito come la differenza tra un valore individuale e la media di una popolazione di riferimento diviso per la deviazione standard di quella popolazione).

#### Compito
Al paziente viene presentata una schermata raffigurante il posizionamento degli elettrodi. Nel momento in cui l’attività in un sito specifico si discosta dallo standard, l’area si colora di rosso, mentre si colora di verde quando il soggetto riesce a mantenere il valore nella soglia. Inizialmente la distanza accettata tra il valore misurato e quello standard di riferimento è maggiore, e gradualmente nel corso delle sedute questa soglia di accettazione viene abbassata rendendo più difficile il compito.

## Biofeedback Neuromuscolare

### Introduzione
Il sistema neuromuscolare comprende il sistema nervoso e muscolo-scheletrico che lavorano insieme per produrre il movimento. Questo sistema produce informazioni che, misurate, possono fornire la base per un programma di biofeedback.
Il biofeedback neuromuscolare è uno strumento eccellente per migliorare le abilità motorie e creare un cambiamento permanente nella motricità della persona.

### Strumenti
I principali strumenti che permettono di fornire un biofeedback neuromuscolare sono:
- Elettromiografia (EMG)
- Real Time Ultrasound Imaging (RTUS o RUSI)

#### Elettromiografia (EMG)
L’EMG è uno strumento che permette di misurare i segnali elettrici provenienti dal sistema muscoloscheletrico. In particolare registra i potenziali d’azione provenienti dal sarcolemma.
Da questa misurazione si può ricavare un tipo di feedback di tipo visivo o uditivo.
L’EMG, per restituire un risultato il più possibile fedele deve rispettare determinati criteri, elencati di seguito.

### Criteri

#### L’impedenza dell’input
Ogni tessuto situato tra l’elettrodo e il muscolo può impedire il passaggio del segnale elettrico. La legge di Ohm sostiene che l’impedenza è inversamente proporzionale al voltaggio. La resistenza dei tessuti interni solitamente rimane costante, mentre quella della pelle è variabile, di conseguenza bisogna prestare attenzione all’applicazione degli elettrodi sulla pelle. Infatti se la cute ha un’ampia resistenza il segnale sarà ridotto. Se la resistenza della macchina risulta più grande di quella della pelle si otterrà una misurazione più valida.

#### Rapporto di reiezione di modo comune
I moderni strumenti EMG utilizzano amplificatori differenziali permettendo l’esclusione di voltaggi estranei provenienti dall’ambiente esterno e dall’interno (es. miocardio). Nel momento in cui segnali estranei raggiungono i due elettrodi simultaneamente l’amplificatore differenziale scarterà i suddetti segnali. Perciò assume particolare rilevanza il cercare di posizionare gli elettrodi in modo tale da minimizzare il rischio di segnali interferenti.

#### Livelli di rumore
Il rumore è qualsiasi cosa che interferisce con l’informazione che si sta raccogliendo. Quando si cerca di amplificare il segnale proveniente da un muscolo ciò che ne consegue è anche l’amplificazione del rumore di fondo. Di conseguenza risulta importante che lo strumento abbia di per sé una ridotta presenza di rumore, solitamente le moderne apparecchiature hanno un rumore inferiore ai 2mV.

#### Elettrodi
Nel biofeedback con l’utilizzo di EMG è preferibile utilizzare elettrodi attivi. Essi contengono tutte le componenti elettroniche che permettono l’amplificazione del segnale direttamente dall’elettrodo. Questo meccanismo impedisce gli artefatti.

### Ecografia in tempo reale (RTUS)
La RTUS invia corti impulsi di ultrasuoni nel corpo. La rifrazione ricevuta dai tessuti, produce immagini della struttura interna, utili a fornire un feedback visivo in tempo reale dell’attività muscolare permettendo all’utente di visualizzare il cambiamento della forma muscolare su un display.
In uno studio McKenna et al. (2020) hanno proposto l’utilizzo del biofeedback tramite RTUS per osservare se l’applicazione al muscolo dentato anteriore possa portare ad una riduzione maggiore nel dolore alla spalla rispetto ad un intervento esclusivamente manuale.
La procedura prevedeva un intervento di feedback visivo attraverso l’utilizzo del macchinario Toshiba Xario XG. I trasduttori erano stati posizionati trasversalmente alla quinta e alla sesta costa, anteriormente al gran dorsale, vicino al bordo laterale della scapola. Successivamente i conduttori avevano dato la seguente istruzione: “Alza la mano il più possibile e osservate il movimento del muscolo che si ispessisce e allarga lo spazio tra le costole e i tessuti molli superficiali. Mantenere il gomito dritto e tornare”. I pazienti osservavano la loro struttura muscolare sul monitor. Quello che si è osservato infine è che l’attivazione del muscolo dentato anteriore aumenta in pazienti con un dolore alla spalla da lieve a moderato quando si utilizza il feedback visivo RTUS unito ad una terapia manuale.
Ulteriori applicazioni efficaci di tale intervento di biofeedback riguardano i muscoli del pavimento pelvico.
Sarafadeen et al. (2022) hanno studiato l’applicazione del biofeedback RUSI su pazienti con dolori lombari. Il protocollo consisteva nel posizionare il paziente in posizione prona e applicare il trasduttore tra le vertebre L2, L5. Successivamente i partecipanti venivano istruiti nell’esecuzione di contrazioni isometriche del muscolo multifido. Anch’essi dovevano porre la loro attenzione sull’ispessimento del muscolo sforzandosi di contrarre con intensità sempre maggiore.
L’utilizzo del biofeedback è risultato maggiormente efficace in pazienti con un dolore acuto aspecifico.

### Applicazioni Cliniche

#### Acufene
L’acufene viene definita come la percezione di uno stimolo uditivo senza una fonte esterna da cui proviene effettivamente il suono (Flor & Schwartz, 2003). Questa percezione, quando cronicizzata, solitamente dura per sempre e si traduce in un intervento sanitario molto costoso. Può essere a frequenza costante o intermittente, colpendo entrambe le orecchie oppure una sola (unilaterale). Il suono che viene “sentito” può essere quello di un tono puro oppure assumere diverse sfaccettature come “fischi, ruggiti, ronzii, fruscii, rumore di acqua che scorre, o anche la combinazione di questi rumori”.
L’utilizzo di strategie di biofeedback può essere un valore aggiunto nell’ottenere un risultato migliore anche nel lungo termine.
Si andrà ora a descrivere più dettagliatamente gli strumenti che si possono utilizzare ed una possibile procedura.
In uno studio eseguito da Weise e collaboratori nel 2008, è stato usato un EMG avvalendosi del “10-channel FlexComp Infiniti system (Thought Technology, Montréal, Quebec, Canada)” per l’acquisizione dei dati. I muscoli a cui sono stati attaccati degli elettrodi superficiali erano: Muscoli frontali, masseteri, sternocleidomastoidei e trapezi. Diverse ricerche infatti, come spiegato dagli stessi autori, mostrano come questi siano coinvolti nello sviluppo e nel mantenimento dell’acufene. Per misurare l’attività muscolare gli elettrodi sono stati posizionati bilateralmente sui masseteri, sternocleidomastoidei e trapezi, mentre unilateralmente, sul lato di sinistra, sui muscoli frontali.
Sono stati inoltre forniti biofeedback della conduttanza cutanea e della temperatura cutanea come riferimenti per utili al paziente essendo dei buoni indicatori dell’eccitazione autonomica ed essendo sensibili agli eventi mentali e processi emotivi. Quindi in totale sono stati utilizzati sette canali EMG e sette elettrodi a triodo, oltre al livello di conduttanza cutanea e ai sensori di temperatura cutanea, applicati sulla pelle del partecipante.
L’intervento del biofeedback EMG è stato utilizzato in tutte le varie sessioni per facilitare il rilassamento muscolare e il controllo sulle funzioni fisiche. Il segnale selezionato era quello della tensione muscolare (in microvolts) sia sotto sforzo che a riposo tramite l’utilizzo dell’EMG.
Le istruzioni che venivano fornite al paziente erano principalmente tre:
- Training di rilassamento, ovvero cercare di rilassarsi il più possibile;
- Training della soglia, consisteva nel produrre un rilassamento tale da posizionarsi al di sotto di una soglia accordata;
- Training di spostamenti veloci tra fasi di attivazione e rilassamento.

Per promuovere l’efficacia individuale le ultime sessioni sono state eseguite senza fornire al paziente il feedback.
L’intervento Biofeedback, sempre nel caso di Weise et al., (2008), è indirizzato a quella tipologia di persone con una percezione della malattia somatica, comuni tra soggetti che soffrono di acufene, e l’ausilio dell’EMG promuove in loro la sensazione di essere presi seriamente. Tramite la dimostrazione dell’importanza dell’apparato psicofisiologico, il trattamento può permettere di colmare il divario tra le credenze biomediche e psicosociali sulla malattia andando così a supportare l’analisi critica dei problemi psicologici in comorbilità e aumentando l’efficacia delle tecniche cognitivo-comportamentali (come può essere la CBT).

#### La fibromialgia
La fibromialgia è una condizione caratterizzata da dolore muscolare diffuso, associato ad altre problematiche, come affaticamento o insonnia. Nel trattamento della fibromialgia il biofeedback EMG è stato considerato come un possibile training che potrebbe dare beneficio a questi pazienti. Gli studi più recenti mostrano poca efficacia di questa tecnica se utilizzata da sola: essa sembra funzionare se affiancata ad altre tecniche di rilassamento oppure accanto alla terapia cognitivo-comportamentale (CBT). In ogni caso l’efficacia evidenziata è sempre risultata a breve termine.
Inoltre, è stato riscontrato che il biofeedback EMG non migliora di per sé lo stato di salute generale dei pazienti affetti da fibromialgia, tuttavia il training di biofeedback EMG permette un innalzamento della soglia di pressione-dolore, ciò significa che è necessaria più pressione per provare dolore. Di conseguenza, effettivamente il biofeedback EMG ha effetti sulla riduzione del dolore locale, come dimostrato dall'aumento della soglia di pressione, tuttavia, non migliora lo stato di salute dei pazienti affetti da fibromialgia.

#### Cefalea muscolo-tensiva
Il training di biofeedback sembra essere privo di effetti collaterali e ad oggi sembra essere il trattamento di elezione per i disturbi psicosomatici come la cefalea muscolo-tensiva, infatti è la tecnica considerata come la migliore terapia per curare lo stress ed i sintomi legati al dolore cronico come nella cefalea muscolo-tensiva.
Sono state stipulate delle linee guida rispetto all’applicazione del biofeedback come tecnica per il trattamento della cefalea, soprattutto nei casi in cui le persone hanno delle controindicazioni, oppure non rispondono adeguatamente alle cure farmacologiche o mostrano poca tolleranza nei confronti di questa tipologia di trattamenti. Inoltre, anche in seguito ad un lungo trattamento analgesico che può aver aggravato le condizioni di cefalea, oppure nei casi in cui sono presenti degli eventi particolarmente stressanti, che le persone faticano a superare è indicato il biofeedback EMG come trattamento principale.
Nel caso della cefalea muscolo-tensiva il biofeedback EMG si è dimostrato efficace sia quando applicato da solo, che in combinazione con altre tecniche di rilassamento. Il biofeedback EMG, infatti, induce una sensazione di rilassamento lungo tutto il corpo. Il training consiste nella modulazione dei propri stati di tensione muscolare attraverso feedback acustici o visivi relativi all’attività muscolare e proporzionali ad essa. L’obiettivo è insegnare al paziente a riconoscere la i momenti di tensione e rigidità muscolare nel corpo per indurre stati di rilassamento allo scopo di diminuire il dolore.
L’efficacia del biofeedback in questo caso sembra essere superiore a quella del placebo o di terapie di rilassamento. Il biofeedback, non solo ha un effetto sulla frequenza della cefalea, ma ha anche un effetto sulla tensione muscolare, sulla regolazione dell’umore e sulla valutazione del senso di efficacia. Inoltre, il biofeedback utilizzato in combinazione con tecniche di rilassamento risulta essere il più efficace. L’efficacia di questa tecnica sembra anche dipendere dall’efficienza del feedback, infatti, è stato dimostrato come un feedback più efficace portava ad un miglioramento più elevato nei termini di ridotta frequenza della cefalea, rispetto ad un feedback che aveva un’efficacia moderata.
Per quanto riguarda la cefalea muscolo-tensiva è stata registrata una diminuzione della tensione muscolare nelle aree dolorose, attraverso l’applicazione del biofeedback EMG.

#### Disturbi temporo-mandibolari
Il biofeedback EMG sembra essere anche efficace per il trattamento dei disturbi temporo- mandibolari. Il training di biofeedback promuove nei pazienti uno stato di rilassamento dimostrato da una diminuita responsività dell’attività EMG durante il training. Viene quindi evidenziata una diminuzione statisticamente significativa dell’attività sia nei muscoli masseteri che temporali, che spiega, secondo gli autori, l’effetto immediato del rilassamento muscolare con il training di biofeedback. Dunque, il biofeedback EMG potrebbe essere un metodo appropriato per la regolazione dell’eccessiva attività muscolare che genera dolore. È stata evidenziata anche una differenza tra la registrazione dell’attività muscolare pre-training e post-training. In seguito al training di biofeedback i partecipanti erano in grado di mantenere lo stato di rilassamento per un periodo di tempo prolungato, come dimostrato da una diminuzione dell’attività EMG registrata post-training.
Inoltre, il biofeedback EMG sembra essere un utile strumento terapeutico per trattare i sintomi di pazienti affetti da patologie legate a disturbi temporo-mandibolari, come il bruxismo, il dolore o rigidità dei muscoli masticatori.

## Biofeedback respiratorio

### Introduzione
L’apparato respiratorio riveste un ruolo fondamentale per il corretto funzionamento sia fisico che cognitivo, risulta perciò importante sottolineare che i modelli respiratori costituiscono una potente forza all’interno del corpo e che imparare a modificare certi modelli disfunzionali può promuovere un potente cambiamento.
La letteratura mostra come un’accurata respirazione diaframmatica, assieme alla concentrazione e attenzione verso il proprio corpo, possa avere un effetto benefico sul metabolismo cellulare. Inoltre, è stato riscontrato che gli esercizi respiratori migliorano la funzione del sistema parasimpatico (SNP), allo stesso modo, riducono l’attività del sistema nervoso simpatico (SNS). La riduzione dell’attività del SNS può portare a miglioramenti del funzionamento cardiovascolare, alla riduzione dell’impatto del distress (d) e di conseguenza all’aumento del benessere sia fisico che mentale. Per queste ragioni il biofeedback respiratorio può configurarsi come un intervento funzionale al benessere individuale.

### Strumenti
Esistono diversi strumenti di biofeedback respiratorio che permettono di migliorare la respirazione rilassata. Ognuno di questi è relativamente semplice da utilizzare ed inoltre la letteratura non mostra esiti diversi a seconda dello strumento utilizzato.

#### Temperatura del flusso d’aria nasale
Tramite l’utilizzo di un termistore (un resistore elettrico che misura la temperatura) posizionato con un nastro adesivo sotto una narice è possibile rilevare le variazioni di temperatura dell’aria inspirata, più fredda, e dell’aria espirata, più calda. Le variazioni rapide della temperatura vengono restituite da un display connesso allo strumento che riporta le informazioni al paziente ed al terapeuta. L’output è una curva che si compone di valli durante l’inspirazione e colline durante l’espirazione. L’obiettivo che si vuole ottenere consiste nella possibilità che valli e colline abbiano la stessa durata e dimensione. Osservando la curva il paziente ha la possibilità di regolare la tempistica e la dimensione andando a creare un ritmo il più possibile regolare.

#### Estensimetro
L’estensimetro è uno strumento che si compone di una fascia estensibile dotata di sensori di espansione che viene applicata attorno al torace o addome, a seconda della tipologia di respirazione che si vuole misurare (polmonare o diaframmatica). Tale strumentazione permette di ottenere feedback e monitoraggio di modelli respiratori anomali, come le irregolarità, le apnee e il trattenimento del respiro. Inoltre, viene utilizzata per insegnare schemi respiratori nuovi, un utilizzo che risulta più utile rispetto al solo monitoraggio. L’input prodotto viene captato dai sensori che restituiscono un feedback visivo sotto forma di curva visualizzabile su un display.
I dati interessanti che possono essere potenzialmente utili al paziente e al terapeuta sono la frequenza della respirazione, il volume, le pause, il rapporto tra tempo di inspirazione ed espirazione. La misurazione con una fascia è la più utilizzata, ma usarne due può fornirci informazioni altrettanto utili. Posizionandone una sull’addome e una nella zona toracica quello che può essere utile vedere è quanto le due zone vengono coinvolte nella respirazione.

#### EMG dai muscoli accessori della respirazione
Per ricavare informazioni utili alla pratica del biofeedback si possono utilizzare anche i muscoli respiratori accessori. Solitamente gli operatori prediligono i muscoli della parte superiore del corpo e quelli della parte superiore del torace. Il feedback visivo mostra gli aumenti dell’attività EMG, proveniente dai muscoli selezionati, durante le inspirazioni. Questo è utile al paziente che ha l’obiettivo di ridurre tali picchi.

#### Spirometria
La spirometria permette di misurare la quantità di aria spostata. Uno degli schemi respiratori che permette di misurare è quello della respirazione eccessiva fornendo una stima del volume al minuto.
Il volume al minuto a riposo si aggira attorno ai 6 litri, mentre un esempio critico che comporta la respirazione eccessiva è di 30 litri al minuto.

#### Capnometro
Il capnometro permette di misurare la percentuale di CO2 durante l’espirazione, in quanto l’ammontare della CO2 è importante nel mantenere un normale funzionamento di diversi sistemi fisiologici, inclusa la regolazione del pHsanguigno e del diametro dei vasi. Questo strumento è più complesso da utilizzare, rispetto ad altri, ma permette di esplorare le anormalità del sistema respiratorio, sia nel caso di un quantitativo eccessivo di CO2, sia nel caso in cui questa sia carente. La misurazione si raccoglie inserendo un tubo all’interno di una narice, che viene fissato al labbro superiore. Permettendo il campionamento continuo del respiro, che fornisce rapide informazioni riguardanti il cambiamento della frequenza e del volume del respiro. Il segnale raccolto viene indirizzato ad un computer che fornisce feedback riguardanti l’andamento dei livelli di CO2.
Il paziente ha la possibilità di ottimizzare la respirazione in maniera tale che ci sia un equilibrio tra la CO2 prodotta e quella espirata.
In base alla percentuale di CO2 presente durante l’espirazione si può identificare la respirazione irregolare, in particolare l’iperventilazione.
Inoltre, la validità di questo strumento è facilmente identificabile, attraverso il segnale a forma d’onda che emerge nel momento in cui c’è uno spostamento della cannula nasale.

#### Ossimetro
L’ossimetro è lo strumento che permette di misurare i livelli di saturazione nel sangue, attraverso l’applicazione di un dispositivo che avvolge il dito di una mano. Attraverso un meccanismo di comparazione tra emoglobina e desossiemoglobina vengono captati i livelli di ossigeno nel sangue. Questo strumento è particolarmente utile per allenare il controllo della respirazione o per eliminare l’iperventilazione. Infatti, i livelli di saturazione arrivano fino al 100% nel momento in cui sono presenti livelli eccessivi di ossigeno. I saturimetri sono anche in grado di captare livelli pericolosi di ossigeno nel sangue, che rendono necessaria l’iperventilazione per ripristinare quelli normativi.

#### Temperatura corporea
La temperatura corporea è una misura indiretta della respirazione. Viene applicato un sensore su un dito della mano non dominante, mentre si misura la temperatura. Di per sé, questo indice permette di misurare i livelli di rilassamento della persona, tuttavia non è un buon indice della respirazione.

#### Pletismografia
Un altro strumento che permette indirettamente di captare segnali relativi al ciclo respiratorio è il pletismografo. Viene misurata la variazione inter-battito, che è un indice del tono vagale e della aritmia sinusale respiratoria (RSA) durante il ciclo della respirazione permettendo di dare informazioni rispetto allo stato del sistema cardiopolmonare.

#### VR e biofeedback respiratorio
In uno studio di Blum et al., (2020), gli sperimentatori hanno utilizzato la realtà virtuale per esercitare la respirazione diaframmatica dei soggetti, tramite una tecnica di biofeedback. Le immagini di realtà virtuale raffiguravano paesaggi naturali stilizzati costituiti da colline, rocce, fiori ed alberi ondeggianti. Il colore degli elementi della scena era programmato per modificarsi a seconda della frequenza respiratoria dei soggetti sperimentali, fungendo da feedback respiratorio. L’obiettivo dell’esercizio è quello di allenare i soggetti a focalizzarsi sulla respirazione diaframmatica, anziché su quella toracica. Lo strumento è composto da una cintura che i soggetti dovevano indossare attorno all’addome che manteneva il corretto posizionamento del VR-controller. Il training è risultato efficace nell’aumentare il focus sulla respirazione lenta diaframmatica e nel miglioramento del RSA. Queste evidenze riflettono una nuova frontiera di strumentazioni tramite cui eseguire il biofeedback.

### Applicazioni cliniche

#### Asma
L’asma viene considerata una malattia infiammatoria cronica che va ad intaccare le vie aree. Provoca tosse, respiro affannoso, mancanza di fiato e oppressione toracica.
Un fattore di rischio è rappresentato dall’iperventilazione, ovvero quando vi è una respirazione eccessiva rispetto alla richiesta metabolica, determinando l’alcalosi respiratoria caratterizzata da bassi livelli di pCO2 nel sangue, negli alveoli o nell’aria respirata. Pazienti con sintomi di iperventilazione vengono associati ad una minore percezione di benessere generale.
Nello studio di Ritz et al., (2009), è stato applicato un biofeedback respiratorio attraverso capnometro in pazienti con asma. L’intervento era composto da 5 incontri settimanali da 1 ora ciascuno guidati da un terapeuta assieme a degli esercizi per casa da fare due volte al giorno utilizzando un capnometro portatile. Lo scopo dell’intervento era quello di aumentare i livelli di pCO2 e mantenerli in un range di normocapnia (pCO2 > 37 mm Hg) tramite una respirazione più lenta, meno profonda e meno variabile. Il terapeuta aveva fornito tutte le informazioni educative per quanto riguarda il ruolo della respirazione nell’asma. Successivamente venivano istruiti ad eseguire 17 minuti di esercizi respiratori avvalendosi del capnometro portatile dotato di display che riportava ad ogni respiro la end-tidal pCO2 (in mmHg), ovvero la concentrazione di CO2 raggiunta nella fase finale dell’espirazione, e la fR (frequenza respiratoria in respiri al minuto). All’inizio di ogni esercitazione venivano fatti 2 minuti di baseline (paziente ad occhi chiusi e seduto), successivamente 10 min di respirazione seguendo pacer a diverse fR (Iniziando da 13 per poi scalare a 11, 9, 6 respiri al minuto). I pazienti erano istruiti a seguire le istruzioni fornite dal pacer mentre i livelli di CO2 venivano tracciati e l’aumento veniva riportato sul display del capnometro. Nei successivi 5 minuti finali, senza pacer, l’istruzione era quella di mantenere i livelli raggiunti. Infine i dati degli esercizi fatti a casa venivano scaricati dal capnometro e discussi assieme dal paziente e terapeuta.
In conclusione il training di quattro settimane proposto da Ritz et al., (2009), si è dimostrato efficace nell’aumentare i livelli di pCO2 nel livello normocapnico nei pazienti con asma. Il loro protocollo di respirazione sempre più lenta tramite l’utilizzo di un pacer durante 4 settimane ha portato ad un incremento costante di pCO2 accompagnata da una riduzione della sintomatologia

## Altre applicazioni cliniche del Biofeedback

### Disturbi d’ansia
Il biofeedback è il gold standard per il trattamento dell'ansia ed è una valida integrazione alla CBT che si occupa degli aspetti cognitivi maladattivi per l'ansia. Infatti, permette di integrare al trattamento dei pensieri una pratica focalizzata sui sintomi somatici che sono fortemente in relazione al livello di gravità del disturbo. Per questo motivo introdurre il training di biofeedback facilita la consapevolezza ed il monitoraggio dei segnali fisiologici. Infatti, il biofeedback permette la consapevolezza dei propri stati fisiologici con l'obiettivo di migliorare la salute. I processi implicati nell'efficacia della tecnica di biofeedback sono molteplici e per lo più di tipo cognitivo. Essi sono stati indagati nel tentativo di esplorare un modello del biofeedback che potesse integrare sia i meccanismi fisiologici che quelli di appraisal cognitivo.
Tra i fattori principali che intervengono troviamo il senso di efficacia, che si riferisce al grado in cui una persona si sente capace di riuscire in quello che sta facendo. Il senso di insicurezza in relazione alla capacità di affrontare una situazione è implicato nell'elicitazione di forte ansia; di conseguenza la possibilità di riuscire nella regolazione di sé è fortemente in relazione con il senso di efficacia percepito. È importante anche il locus of control (LOC), che si riferisce al grado in cui gli individui si sentono in grado di controllare il risultato degli eventi della loro vita, in contrapposizione a forze che sono al di fuori del loro controllo (locus esterno). Le persone che hanno un elevato senso di efficacia hanno di conseguenza un LOC interno e ritengono che le loro azioni possano modificare e modellare gli outcome. Al contrario persone con un basso senso di efficacia hanno un LOC esterno e sentono di non riuscire a padroneggiare la propria vita. La percezione di controllo è anch'essa un fattore importante nella determinazione degli stati ansiosi. Il fatto che il biofeedback agisca sulla modificazione del LOC, spostandolo da esterno ad interno e questo agisce direttamente sulla possibilità di controllare le sensazioni ansiose, potrebbe spiegare perché i benefici del biofeedback si hanno anche senza che sia necessaria una modificazione dei correlati fisiologici. Un ulteriore aspetto importante da considerare è la percezione della situazione come minaccia oppure sfida. Secondo gli autori, rappresentazioni delle situazioni come minacce portano ad un innalzamento degli stati ansiosi, mentre il senso di efficacia potrebbe trasformare queste rappresentazioni in sfide, portando l'individuo ad essere più motivato nell'affrontarle. Infatti, il training di biofeedback aiuta gli individui a spostare la loro interpretazione dei propri stati fisiologici, passando da una rappresentazione di minaccia ad una rappresentazione di sfida, rendendo così più equilibrati i sistemi fisiologici coinvolti nel superamento delle minacce. L'obiettivo del biofeedback è infatti quello di cambiare lo stato fisiologico della persona passando da uno stato di arousal elevato dove vi è un incremento del battito cardiaco ad uno stato di equilibrio tra il sistema nervoso parasimpatico e simpatico, cioè uno stato di omeostasi.
È stato proposto un modello integrato del biofeedback secondo cui la relazione tra la consapevolezza enterocettiva e l'ansia potrebbe essere mediata da cambiamenti di appraisal momento per momento durante la sessione di biofeedback. Infatti, un aumento della consapevolezza enterocettiva, cioè della capacità di riconoscere chiaramente i propri stati interni, per una persona ansiosa potrebbe peggiorare il suo stato d'ansia, tuttavia è proprio l’aumento di questo tipo di consapevolezza a permetterne una migliore regolazione. La spiegazione dei risultati conflittuali del biofeedback sul trattamento dell'ansia potrebbe risiedere proprio nella prospettiva tramite la quale un individuo prende parte al training. Il mindset sembra, quindi, essere centrale nell'efficacia della tecnica. Persone con una forma mentis rigida potrebbero pensare di non poter cambiare il proprio assetto personologico, al contrario persone con una mentalità flessibile sono più propense a credere di poter cambiare e questo ha un'influenza sull'efficacia della tecnica. Oltre a questo, hanno individuato che cambiamenti significativi si producono soltanto attraverso una costante pratica del training di biofeedback. Hanno, quindi, creato delle linee guida che prendono in considerazione questi aspetti nel training di biofeedback e sottolineano l'importanza di mantenere il soggetto coinvolto durante le sessioni.

### Diabete
Il diabete è una malattia cronica che necessita di continue attenzioni mediche e un’educazione all’automedicazione da parte del paziente per evitare complicazioni acute e prevenire rischi a lungo termine. La cura è spesso complessa in quanto sono presenti spesso diverse problematiche, oltre al costante controllo glicemico.
Hanno provato ad utilizzare un training di biofeedback per pazienti con diabete di tipo 2, ovvero una forma di diabete con un deficit di secrezione insulinica progressiva per quanto riguarda l’insulino-resistenza. L’utilizzo del biofeedback è stato utile nel dimostrare che il soggetto è in grado di controllare la tensione muscolare della faccia e la temperatura della pelle tramite l’applicazione del rilassamento, suggerendo che così facendo si sarebbe ottenuto un controllo simile del glucosio nel sangue. Dopo 4 settimane tutte le misurazioni si sono ripetute per poi monitorare l’andamento in due successive sessioni a 1 mese di distanza ciascuna. I risultati hanno dimostrato come il biofeedback proposto fosse effettivamente efficace nel migliorare il controllo della glicemia.